# Luka Sylvester Gopep
Luka Sylvester Gopep (ur. 14 lipca 1965 w Kalin Nemel) – nigeryjski duchowny katolicki, biskup pomocniczy Minna od 2021.

## Życiorys

### Prezbiterat
Święcenia kapłańskie otrzymał 31 stycznia 1998 i został inkardynowany do diecezji Minna. Pracował głównie jako duszpasterz parafialny, był też m.in. rektorem niższego seminarium, diecezjalnym duszpasterzem powołań oraz wikariuszem generalnym diecezji.

### Episkopat
9 grudnia 2020 papież Franciszek mianował go biskupem pomocniczym diecezji Minna, ze stolicą tytularną Muzuca in Byzacena. Sakry biskupiej udzielił mu 20 lutego 2021 arcybiskup Antonio Guido Filipazzi.